# 弗伦斯堡
弗伦斯堡（德語：Flensburg，發音：[ˈflɛnsbʊʁk] ⓘ；丹麦语）是德国石勒苏益格-荷尔斯泰因州的非县辖城市，曾是弗伦斯堡地区县的县治，市中心距离德丹边界约7千米，面积56.73平方千米，2024年12月31日人口为99,307人，是该州第三大城市，仅次于基尔和吕贝克，也是石勒苏益格地区最大城市与德国最北端的非县辖城市。
弗伦斯堡是南石勒苏益格地区少数民族丹麦族的中心。除德语和丹麦语外，弗伦斯堡相当一部分居民还讲低地德语和佩图话。
德國聯邦國防軍米爾維克海軍學院位于弗伦斯堡。当地高校有弗伦斯堡欧洲大学和弗伦斯堡应用技术大学。

## 友好城市
弗伦斯堡与以下城市结为友好城市：
- 英国 卡萊爾市
- 德国 新勃兰登堡
- 波蘭 斯武普斯克